# Jacques Cadet
Jacques Cadet, artiste peintre contemporain est né à Toulouse en 1941. Il travaille à Saint-Péray en Ardèche, ainsi qu’à Beaumes-de-Venise dans le Vaucluse.
Ses premiers travaux s'inscrivent dans une dimension artistique sacrée. Il cherche à exprimer des états intérieurs en s’inspirant de la Bible et des travaux de la psychanalyste Marie Balmary. Ces travaux incluent entre autres la fresque en 14 tableaux Le Nous, origine et récits et La Rencontre du Gérasénien, acrylique et huile.
Il est également l’auteur de réalisations monumentales, vitraux en verre antiques et dalles de verre, comme ceux de :
- la chapelle la Baume-lès-Aix à Aix-en-Provence (Bouches-du-Rhône), en 1984,
- l'église de Portes-lès-Valence (Drôme), en 1985,
- l'église du Breuil, près de Lyon en 1987,
- l'église de Beaumont-lès-Valence (Drôme), en 1989,
- l'église de la Chamberlière à Valence en 1991,
- la chapelle romane de Vèbre (Ariège), en 1998.